# Château de Pontrancart
Le château de Pontrancart est situé sur la commune de Ancourt, dans le département de la Seine-Maritime.

## Historique
La seigneurie de Pontrancart remonte au XIe siècle avec son château fort médiéval, qui fut détruit en 1430 par les Anglais.
L'actuel château date du XVIIIe siècle et fut restauré au siècle suivant.
Le château fut acquis en 1930 par la famille Bemberg.

## Jardin
Le jardin fut réalisé par le paysagiste Russell Page avec Bemberg, propriétaire du château et auteur commanditaire.